# Ogulnia birmanica
Ogulnia birmanica är en stekelart som beskrevs av Heinrich 1965. Ogulnia birmanica ingår i släktet Ogulnia och familjen brokparasitsteklar. Inga underarter finns listade i Catalogue of Life.